# Ульссон, Ева
Ева Биргитта Ульссон (швед. Eva Birgitta Olsson; род. 2 сентября 1951, Стокгольм) — шведская лыжница. В 1970-е годы являлась лучшей лыжницей страны, шесть раз войдя в десятку сильнейших на трёх Олимпийских играх (1972, 1976, 1980) и от спортивного клуба Дельсбу 12 раз выигравшая национальный чемпионат в индивидуальном зачёте и 19 раз — в командном.

## Карьера

### Национальные выступления
Ульссон выступала за Дельсбу (Хельсингланд) и в 1970-е годы принесла своему клубу несколько золотых медалей в различных дисциплинах, в том числе шесть подряд в эстафете. С 1972 по 1980 годы она завоевала четыре золота в гонке на 5 км, четыре золота гонке на 10 км, и четыре золото в гонке на 20 км. Последняя дисциплина появилась в шведском чемпионатов 1976 году, и Ульссон выиграла четыре из первых пяти первых гонок. С 12 медалями национального чемпионата в индивидуальном зачёте лыжница заняла четвертое место в статистике шведских лыжниц.
В конце 1970-х годов Ева Ульссон являлась сильнейшей шведской лыжницей, в первую очередь на 10-километровой дистанции. В национальном чемпионате конкуренцию её могла составить только «вечно вторая» Лена Карлсон.
В командном зачёте спортивный клуб Дельсбу 13 раз побеждал на дистанциях 5, 10 и 20 км. После командных соревнований 1976 года, в которых участвовала команда из Евы Ульссон, Гудрун Фрёйд и Маргареты Херманссон, считалось, что Ева Ульссон обеспечивает огромный запас команде, что проявилось и годом ранее, когда Дельсбу победил с большим отрывом от занявшего второе место Люкселе.

### Выступления на Олимпиаде
Улссон трижды участвовала в зимних Олимпийских играх: в 1972, 1976 и 1980 годах. В 1972 году закончила гонку на 5 км на 15-м месте (лучший результат шведской команды), а в гонке на 10 км была 23-й. На той же Олимпиаде она принимала участие в комнадной эстафете, где Швеция заняла 8-е место.
В 1976 году Ульссон достигла более высоких результатов. Она была пятой на дистанциях 5 и 10 км, а в составе шведской эстафетной команды финишировала четвертой. В гонке на 5 км её отделили от медали всего 15 секунд, а в эстафете она пересекла финишную черту на третьем месте, но Вероника Шмидт закончила гонку позже, принеся бронзовую медаль команде ГДР.
На Олимпиаде 1980 года была Ева Ульссон несла флаг шведской команды на церемонии открытия. В соревнованиях она пришла двенадцатой в гонке на 5 км, десятой в гонке на 10 км и шестой в составе шведской эстафетной команды.

## Личная жизнь
Ева Улссон живёт в Дельсбу.

## Достижения

### Чемпионат Швеции среди юниоров
- 5 км (младшие юниоры) — 1966, 1967[9]
- 5 км команда (старшие юниоры D19-20) — 1968, 1969[9]

### Чемпионат Швеции
- 5 км — 1973, 1975, 1976, 1977[4], командные зачёт — 1973, 1975, 1976, 1977, 1978;
- 10 км — 1972, 1973, 1976, 1978[4], командный зачёт — 1973, 1975, 1976, 1977, 1978;
- 20 км — 1976, 1977, 1978, 1980[4], командный зачёт— 1976, 1977, 1978;
- эстафета 3х5 км — 1973, 1974, 1975, 1976, 1977, 1978, командный зачёт — 1976, 1977, 1978[9].

### Олимпийские игры
Саппоро 1972
- 5 км — 15 место
- 10 км — 23 место
- эстафета 4х5 км — 8 место

Инсбрук 1976
- 5 км — 5 место
- 10 км — 5 место
- эстафета 4х5 км — 4 место

Лейк-Плэсид 1980
- 5 км — 12 место
- 10 км — 10 место
- эстафета 4х5 км — 6 место

### Сноски
1. 1 2  Olympedia (англ.) — 2006.
2. ↑  Vem är det : Svensk biografisk handbok / 1985 / sid 856 (швед.). Runeberg.org. Дата обращения: 5 декабря 2012. Архивировано 18 октября 2012 года.
3. ↑  «IFK Mora har mycket att försvara». Дата обращения: 24 марта 2018. Архивировано 15 февраля 2018 года.
4. 1 2 3 4  Längd damer. Skidor.com. Архивировано из оригинала 3 ноября 2014 года.
5. ↑  Eva Olsson - Sveriges Olympiska Kommitté (швед.). sok.se. Дата обращения: 14 февраля 2018. Архивировано 15 февраля 2018 года.
6. 1 2  Lundbäck och Olsson tog tripplar i SM-guld (швед.). Архивировано 16 февраля 2018. Дата обращения: 24 марта 2018.
7. ↑  Langd.se : Svenska mästare genom tiderna (швед.). www.langd.se. Дата обращения: 15 февраля 2018. Архивировано 30 декабря 2007 года.
8. ↑  Umeå reservort för Skövde Guld för Görel Partapuoli (швед.). Архивировано 16 февраля 2018. Дата обращения: 24 марта 2018.
9. 1 2 3  SM-medaljer Skidor. Дата обращения: 24 марта 2018. Архивировано из оригинала 24 апреля 2013 года.